# جغرافیای ترکمنستان

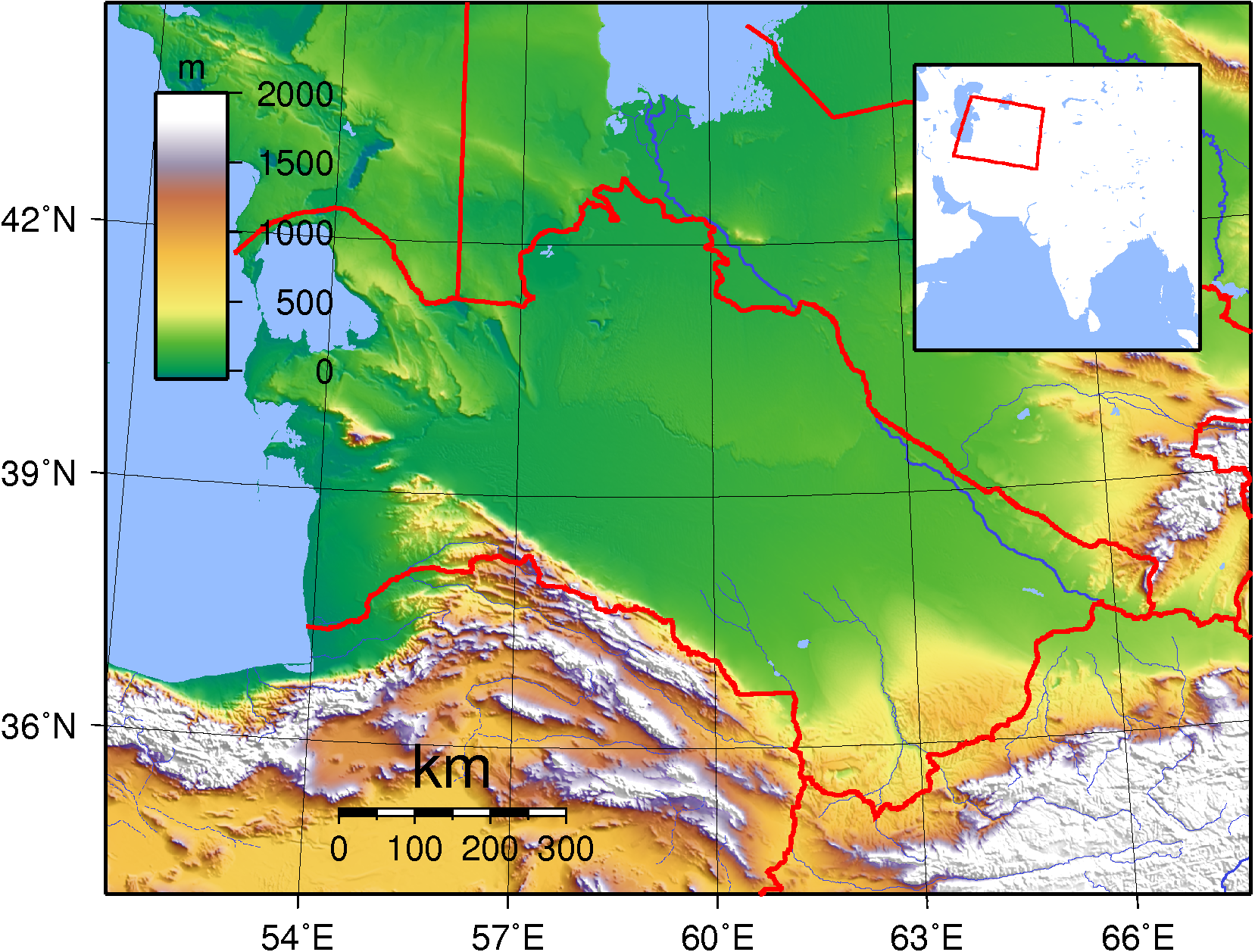
نقشهٔ مکان‌نگاری ترکمنستان

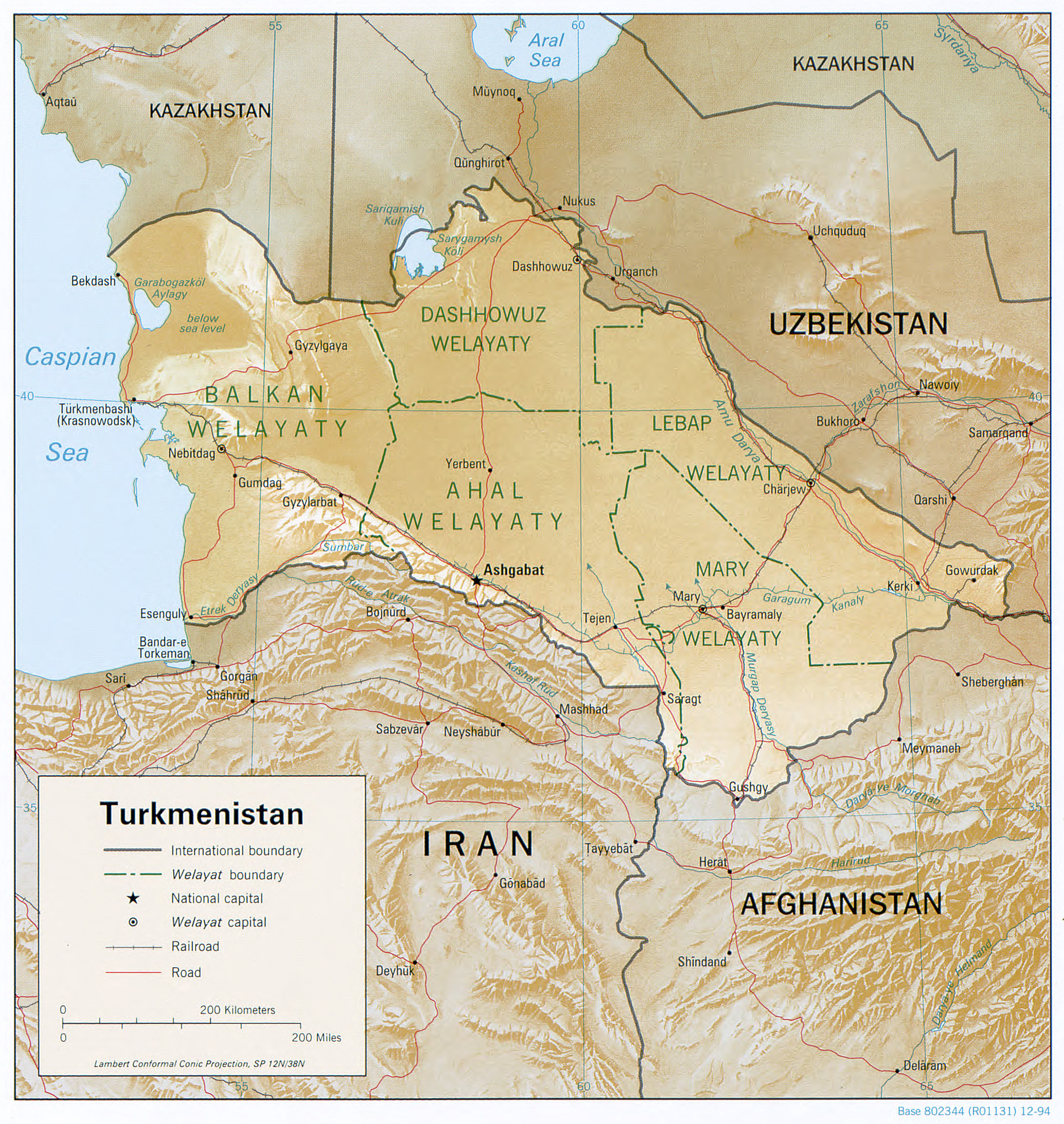
نقشهٔ ترکمنستان در میان همسایگانش

ترکمنستان کشوری محصور در خشکی در آسیای میانه است که در سوی باختر با دریای خزر، در جنوب با ایران و افغانستان، در شمال خاوری با ازبکستان، و در شمال باختری با قزاقستان هم‌مرز است.
بلندترین مرز این کشور با دریای خزر و به درازای ۱٬۷۸۶ کیلومتر است. درازای مرزهای دیگر این کشور، با ایران ۹۹۲ کیلومتر، افغانستان ۷۴۴ کیلومتر، ازبکستان ۱٬۶۲۱ کیلومتر، و قزاقستان ۳۷۹ کیلومتر می‌باشد. مساحت ترکمنستان ۴۸۸٬۰۰۰ کیلومترمربع و کمی بیشتر از مجموع مساحت استان‌های فارس، کرمان، و سیستان و بلوچستان در ایران است. ترکمنستان پس از روسیه، قزاقستان، و اوکراین در رتبهٔ چهارم پهناورترین جمهوری‌های شوروی سابق بود. بیشترین گسترش باختری-خاوری این کشور ۱٬۱۰۰ کیلومتر و بیشترین گسترش شمالی-جنوبی آن ۶۵۰ کیلومتر است.
ترکمنستان جنوبی‌ترین جمهوری در میان کشورهای مستقل همسود (مشترک‌المنافع) است؛ فدراسیونی نامستحکم که در اواخر سال ۱۹۹۱ توسط اکثر کشورهای جدید پس از فروپاشی شوروی در منطقه ایجاد شده است.

## جغرافیای فیزیکی
اراضی ترکمنستان عمدتاً از یک بیابان شنی مسطح و تپه‌ماهوری به نام بیابان قره‌قوم تشکیل شده است. تغییرات جهت وزش باد کوه‌هایی بیابانی در قره‌قوم ایجاد می‌کند که از دو تا بیست متر ارتفاع دارند و طول آنها می‌تواند چندین کیلومتر باشد. این بیابان حدود ۳۵۰ هزار کیلومتر مربع را اشغال کرده و تل‌ماسه‌های آن به‌تدریج به سمت جنوب مرتفع‌تر می‌شوند. این تپه‌ها با رسیدن به مرز ایران، تبدیل به رشته‌کوه کم‌ارتفاعی به نام کپه‌داغ می‌شوند. دریای خزر کناره غربی این کشور که عمدتاً خشک را به خود اختصاص داده است.
ارتفاع متوسط ترکمنستان از سطح دریا ۱۰۰ تا ۲۲۰ متر است. بلندترین نقطه این کشور کوه آیری‌بابا (۳٬۱۳۹ متر) در کوهستان کویتن‌داغ از رشته‌کوه پامیر-آلای در جنوب شرق کشور است. پست‌ترین نقطه ترکمنستان جلگه آغجه‌قایه در کنار دریاچه ساری‌قمیش است که نزدیک به ۱۰۰ متر پایین‌تر از سطح دریا واقع شده است. کوه آرلان، واقع در کوهستان بزرگ بَلخان در غرب ترکمنستان، با شیبی زیاد از سطح دریا اوج می‌گیرد.
تقریباً ۸۰ درصد از جمهوری ترکمنستان در محدوده فروبوم توران قرار می‌گیرد که شیب آن در جهت جنوبی‌شمالی و شرقی‌غربی است. کوه‌های ترکمنستان شامل ۶۰۰ کیلومتر از دامنه شمالی کپه‌داغ است که مرز مشترک با ایران را تشکیل می‌دهد.
کوهستان کپه‌داغ ناحیه‌ای است با کوهپایه‌ها، دامنه‌های خشک و شنی، فلات‌های کوهستانی و خشکرودهای پرشیب. کوه شَهشاه (۲٬۹۱۲ متر) که به آن «کوه ریزه» هم می‌گویند و در جنوب غرب عشق‌آباد واقع شده بلندترین نقطه رشته‌کوه کپه‌داغ در ترکمنستان است.
کپه‌داغ در حال تحولات تکتونیکی است، به این معنی که این منطقه در معرض زمین‌لرزه‌هایی مانند زلزله ویرانگر سال ۱۹۴۸ عشق‌آباد است. فلات‌های ترکمن‌باشی (کراسنوودسک، قزل‌سو) و اوست‌یورت از عوارض جغرافیایی اصلی در شمال غرب کشور هستند.
پهنه‌های بزرگ نمکی و باتلاقی، که با تراوش‌های تدریجی آب در خاک شکل گرفته است، در بسیاری از فروبوم‌ها، از جمله قره‌شور، وجود دارد. قره‌شور ۱۵۰۰ کیلومتر مربع را در شمال غرب کشور اشغال می‌کند. کویر صندقلی در غرب آمودریا جنوبی‌ترین بخش از بیابان قزل‌قوم است که بیشتر آن در ازبکستان قرار دارد.

## آب‌وهوا
ترکمنستان آب و هوای بیابانی سردی دارد که به شدت قاره‌ای است. تابستان‌ها طولانی (از ماه مه تا سپتامبر)، گرم و خشک است، در حالی که زمستان‌ها به‌طور کلی معتدل و خشک است، اگرچه گاهی اوقات در شمال سرد و مرطوب می‌شود.
بیشترین میزان بارش بین ژانویه و ماه مه رخ می‌دهد. میزان بارش در سراسر کشور اندک است و میانگین آن سالانه از ۳۰۰ میلی‌متر در کپه‌داغ تا ۸۰ میلی‌متر در شمال غرب متغیر است. پایتخت کشور، عشق‌آباد، نزدیک به مرز ایران در جنوب مرکزی ترکمنستان، سالانه به‌طور میانگین ۲۲۵ میلی‌متر بارندگی دارد.
میانگین دمای سالانه از ۱۷٫۱ درجه سانتی‌گراد در عشق‌آباد تا ۱۲٫۸ درجه سانتی‌گراد در داش‌اغوز، در شمال مرکزی ترکمنستان، نزدیک به مرز ازبکستان دامنه دارد. جهت وزش بادها که تقریباً همیشگی است از سوی شمال، شمال شرق یا شمال غرب است.

## آب‌شناسی

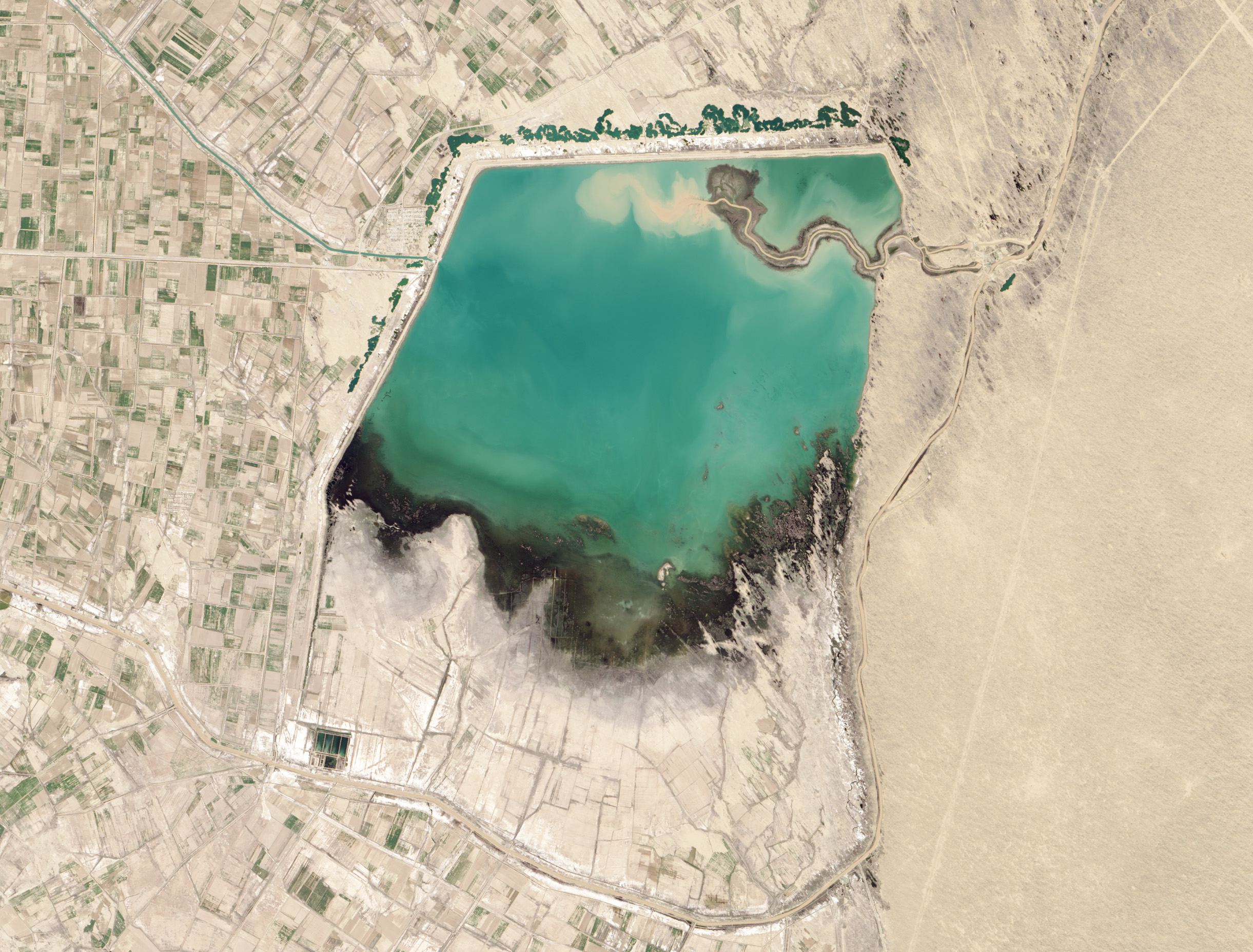
در این تصویر رنگ طبیعی از لندست ۸ که در ۱۸ آوریل ۲۰۱۴ تهیه شده است، مخزن هانه‌اوز (خوزخان) همچون لکه‌ای فیروزه‌ای در میان رنگ‌های قهوه‌ای کویر به چشم می‌خورد. این مخزن در یک فرورفتگی طبیعی ساخته شده تا روان‌آب‌های زمستانی و سرریز کانال را برای استفاده در خشک‌ترین دوره‌های تابستان ذخیره کند. فیتوپلانکتون‌ها در این آب‌های گرم به خوبی رشد می‌کنند و بسیاری از ماهیان تجاری از جمله باربل آرال، اسپ و گربه‌ماهی نیز در آن زیست دارند

تقریباً ۸۰ درصد قلمرو ترکمنستان فاقد منبع ثابت جریان آب سطحی است. رودخانه‌های اصلی آن فقط در حاشیه‌های جنوبی و شرقی واقع شده‌اند. چند رودخانه کوچکتر در دامنه‌های شمالی کپه‌داغ کاملاً برای آبیاری کشاورزی منحرف شده‌اند. مهم‌ترین رودخانه کشور آمودریا است که با ۲۵۴۰ کیلومتر درازا طولانی‌ترین رودخانه در آسیای میانه است. آمودریا از شمال شرق ترکمنستان به سمت جنوب شرق جریان دارد و پس از آن‌که بخشی از مرز ترکمنستان و افغانستان را تشکیل داد مرز ازبکستان و افغانستان را می‌سازد. آمودریا به دریاچه آرال می‌ریزد و سدبندی و استفاده کشاورزی از آب آمودریا اثرات زیست‌محیطی شدیدی بر این دریاچه داشته است.
میانگین جریان سالانه این رودخانه ۱۹۴۰ متر مکعب در ثانیه است. رودخانه‌های مهم دیگر کشور عبارتند از تجن (۱٬۱۲۴ کیلومتر)، مرغاب (۸۵۲ کیلومتر)؛ و اترک (۶۶۰ کیلومتر).

## بیابان‌زایی
براساس برآوردها، در نتیجه فرایندهای بیابان‌زایی و آلودگی، بهره‌وری زیستی سامانه‌های زیست‌محیطی در ترکمنستان در دهه‌های اخیر ۳۰ تا ۵۰ درصد کاهش یافته است. شدت بیابان‌زایی در بیابان‌های قره‌قوم و قزل‌قوم به حدی است که در کل جهان تنها صحرای بزرگ آفریقا و ساحل صحرا سرعت بیابان‌زایی بیشتری از آنها دارند.
هر سال بین ۸۰۰۰ تا ۱۰٬۰۰۰ کیلومتر مربع کویر جدید در آسیای میانه ظاهر می‌شود. جبران‌ناپذیرترین نوع بیابان‌زایی، فرایند نمکی‌شدن است که ایجاد پهنه‌های نمکی باتلاقی می‌کند.
از عوامل اصلی تأثیرگذار بر این شرایط استفاده ناکارآمد از آب به دلیل قانون‌گذاری ضعیف و عدم درخواست پرداخت مالی برای آب‌های هدررفته است. بهره‌وری در استفاده از آب در مزارع کم است، اما مشکل اصلی نشت کانال‌های اصلی و فرعی به ویژه کانال اصلی ترکمنستان، یعنی کانال قره‌قوم است. تقریباً نیمی از آب کانال در مسیر خود به دریاچه‌ها و باتلاق‌های نمکی منتهی می‌شود. آبیاری بیش از حد، نمک‌ها را به سطح می‌کشد و مرداب‌های نمکی تشکیل می‌دهد که سپس خشک شده و تشکیل کلوخ‌زارهای غیرقابل استفاده می‌دهد. در سال ۱۹۸۹، مؤسسه مطالعات بیابانی ترکمنستان خبر داد که مساحت این‌گونه کلوخ‌زارهای بلااستفاده به ۱۰٬۰۰۰ کیلومتر مربع رسیده است.
بیابان‌زایی ناشی از چرای تمام سال دام، ویرانگرترین نوع بیابان‌زایی در آسیای میانه است که شدیدترین آن در ترکمنستان و استپ قزاقستان در امتداد سواحل شرقی و شمالی دریای خزر در حال رخ دادن است. فرسایش خاک بر اثر باد و بیابان‌زایی در مناطق مسکونی در امتداد کانال قره‌قوم نیز شدید است. بادگیرهای کاشته شده در منطقه نیز به دلیل آبگرفتگی خاک یا شور شدن از بین رفته‌اند. از عوامل دیگری که موجب بیابان‌زایی می‌شود می‌توان به عدم کفایت سامانه زهکشی که در دهه ۵۰ میلادی ساخته شده و استفاده نامناسب از مواد شیمیایی نام برد.

## آلودگی شیمیایی
پربازده‌ترین کشتزارهای پنبه در ترکمنستان (میانه و پایین‌دست آمودریا و واحه مرغاب) به‌جای میانگین معمول سی کیلوگرم در هکتار، تقریباً ۲۵۰ کیلوگرم در هر هکتار کود شیمیایی دریافت می‌کنند. علاوه بر این، بیشتر کودها به قدری بد پخش می‌شوند که متخصصان تخمین زده‌اند که فقط ۱۵ تا ۴۰ درصد مواد شیمیایی آن‌ها توسط گیاهان پنبه جذب می‌شود، مابقی مواد آن وارد خاک و آب‌های زیرزمینی می‌شود. پنبه همچنین از سموم و مواد دفع آفات بیشتر از سایر محصولات کشاورزی استفاده می‌کند و استفاده از این مواد شیمیایی اغلب توسط کشاورزان مورد سوء استفاده قرار می‌گیرد.
به عنوان مثال، گله‌داران محلی، ناآگاه از خطرات ددت، این سم دفع آفات را با آب مخلوط کرده و به صورت خود می‌مالند تا پشه‌ها را از خود دور نگاه دارند. در اواخر دهه ۱۹۸۰ میلادی، کارزاری در آسیای میانه برای کاهش استفاده از مواد شیمیایی زراعی شروع شد. در ترکمنستان، این کارزار بین سال‌های ۱۹۸۸ و ۱۹۸۹ میزان استفاده از کود شیمیایی را ۳۰ درصد کاهش داد. در اوایل دهه ۱۹۹۰، استفاده از برخی از سموم دفع آفات و علف‌کش‌ها به دلیل کمبودهای مالی در کشور به‌شدت کاهش یافت.